# Jaime Ordiales
José Jaime Ordiales Domínguez (Mexikóváros, 1962. december 23. – ) mexikói válogatott labdarúgó.

## Pályafutása

### Klubcsapatban
Mexikóvárosban született. Pályafutása során játszott az Necaxa, a Deportivo Neza, a Cruz Azul, a Guadalajara, a Puebla, a Tecos FC, a León, a Deportivo Toluca, a La Piedad és a Pachuca csapatában.

### A válogatottban
1991 és 1998 között 21 alkalommal szerepelt az mexikói válogatottban és 2 gólt szerzett. Mindössze egy tornán, az 1998-as világbajnokságon vett részt és két csoportmérkőzésen is kezdőként kapott lehetőséget 35 évesen.